# Park Jae-seung
Park Jae-seung (1 de abril de 1923) é um ex-futebolista e treinador sul-coreano que atuava como defensor.

## Carreira
Hong Deok-young fez parte do elenco da Seleção Sul-Coreana de Futebol, na Copa do Mundo de 1954.